# Veledahöhle
Die Veledahöhle ist eine natur- und kulturgeschichtlich bedeutende Höhle bei Bestwig-Velmede im Sauerland. Ihre gesamte Ganglänge beträgt 243 m. Sie steht als Bodendenkmal unter Schutz.

## Lage und äußere Erscheinung
Südlich von Bestwig-Velmede liegt die Veledahöhle im schmalen Band des mitteldevonischen Sparganophyllumkalk. Die Höhle besteht aus einer zweigeteilten großen Halle und einem Seitengang. Der Seitengang endet nach etwa 80 m im „Schusterstübchen“. Die Höhle ist insgesamt rund 50 m tief und zählt zu den tiefsten Höhlen Westfalens.
Drei Eingänge ermöglichen den Zugang, von denen allerdings nur der westliche begehbar ist. Alle drei Eingänge liegen nach Norden. Der mittlere Eingang, das sogenannte Fuchsloch, ist nur kriechend zu durchqueren und mündet in der Oberen Halle. Der östliche Eingang, der der größte von allen Eingängen ist, wäre nur mit Leitern zu benutzen. Er erlaubt aber einen großartigen Überblick für die gesamte obere Halle.

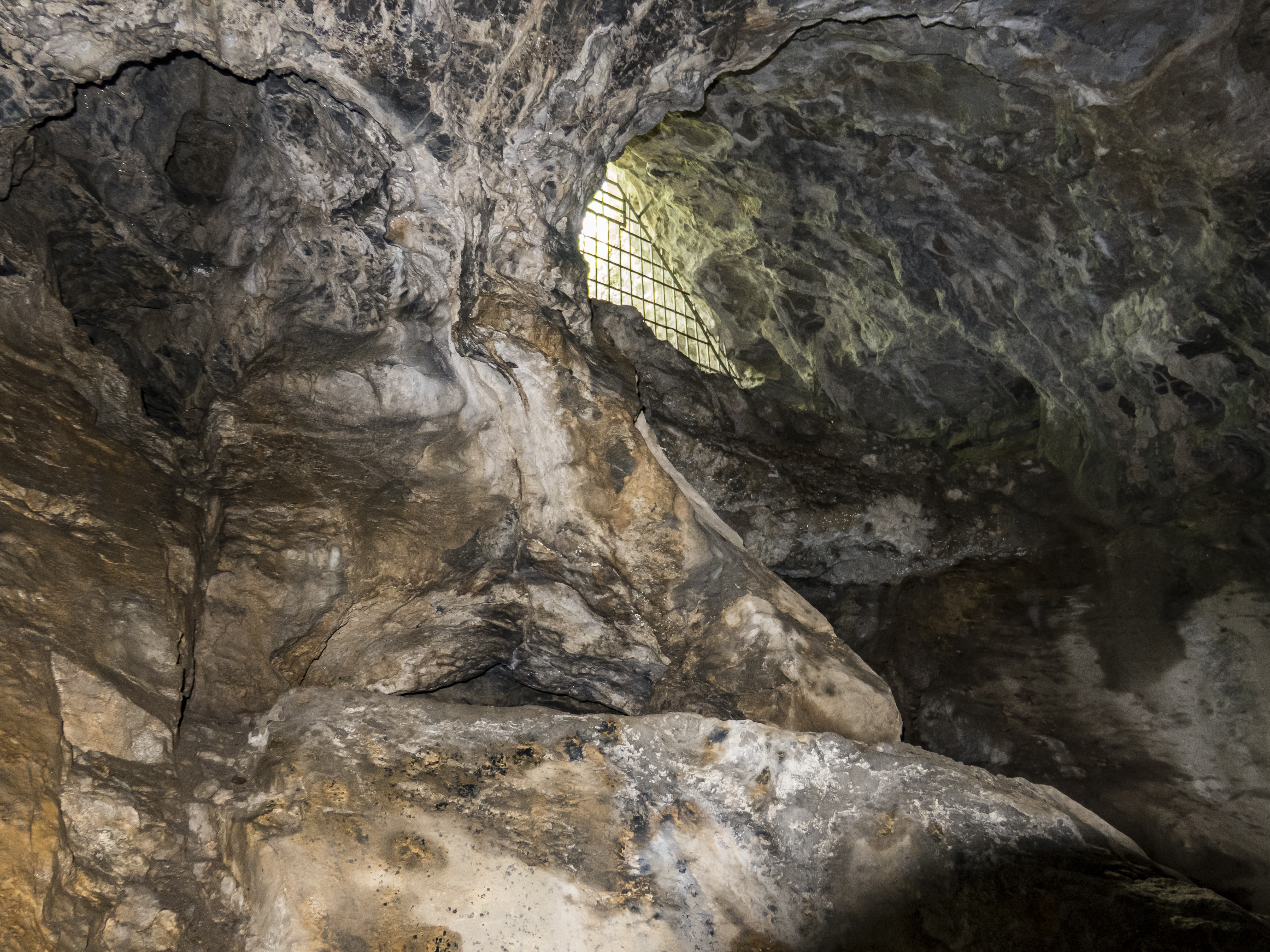
Östlicher Eingang in die Höhle

## Forschungsgeschichte
Die Veledahöhle mit ihren großen und auffälligen Eingängen ist seit langem bekannt. 1910 kam es zu größeren Ausgrabungen durch den Geologen Emil Carthaus, der um die Jahrhundertwende zahlreiche Höhlengrabungen im Sauerland durchführte. So zuerst 1887 in der Bilsteinhöhle bei Warstein, später auch in verschiedenen Höhlen des Hönnetals.
Die Funde dieser Grabung datieren hauptsächlich in die vorrömische Eisenzeit (späte Hallstattzeit bis Latènezeit). Steinzeitliche Funde wurden nicht gemacht. In der Höhle wurden Reste – hauptsächlich Schädelknochen – von mindestens 32 Menschen gefunden. Daneben fanden sich verschiedene weitere eisenzeitliche Relikte wie Keramikscherben, Schmuckbestandteile und Spinnwirtel.
In den 1980er Jahren wurden die eisenzeitlichen Relikte (besonders in Veröffentlichungen von H. Polenz und Wilhelm Bleicher) als Opferreste gedeutet. Die damals vorgetragenen Deutungen als kultischer Ort, an dem den unterirdischen Mächten Opfergaben dargebracht, auch Menschen geopfert und verzehrt worden sein sollen (kultischer Kannibalismus), werden heute deutlich zurückhaltender beurteilt. Die Befunde lassen sich als Sekundärbestattungen deuten.

## Volkskundliche Besonderheiten/Name/Sage
Aus volkskundlichen Quellen sind Brauchtumspraktiken aus der Veledahöhle bekannt, die spätere Forscher zu gewagten Kontinuitätshypothesen inspirierten. Verschiedene Bräuche um den Ostertag herum sind bezeugt.
In der Velmeder Pfarrchronik von 1817 berichtet Pfarrer Eiffler:

„… die Velmeder jung und alt, haben eine Gewohnheit, die sich von urdenklichen Zeiten herschreibt, alle Ostern nachmittags in Prozession zu dieser Höhle zu gehen. Sie gehen so vor sich, ohne ein christliches Zeichen der Verehrung mit sich zu nehmen, weder finden sie dort eins. Sie gehen in die Höhle und singen und beten da nach christlicher Weise. Nachdem sie dort eine Zeitlang verweilt haben, kommen sie zurück und singen Osterlieder, just, wenn man zu Velmede in die Vesper läutet.“

Der Heimatforscher Kohle berichtet in seiner Chronik von 1958, dass man um 1860 am Ostersonntag vor dem Anzünden des Osterfeuers zur Höhle ging. Jeder, der in die Höhle hinabstieg, warf einen Stein in die untere Halle. Ein anderer Brauch sei das Aufsuchen des Teiches am Grunde der Höhle gewesen, um aus dem Wasserstand Voraussagen auf ein fruchtbares oder unfruchtbares Jahr zu treffen. Diese Bräuche sind nach dem Ersten Weltkrieg nicht weitergeführt worden.
Der Name der Höhle wird mit der germanischen Seherin Veleda in Verbindung gebracht, die bei Tacitus erwähnt wird. Allerdings gibt Tacitus den Wohnort der Veleda mit „in einem Turm an der Lippe“ an, was sich kaum mit der Höhle in der Nähe der Ruhr in Einklang bringen lässt. Möglich erscheint der Höhlenname als eine Gelehrtenerfindung der Neuzeit, bei dem der Ortsname des benachbarten Velmede (der allerdings nichts mit dem Personennamen Veleda zu tun hat) mit dem Tacitus-Bericht verbunden wurde.
In Friedrich Albert Groeteken Buch Die Sagen des Sauerlandes ist die Sage „Das Hollenloch zu Velmede“ über die Veledahöhle abgedruckt. Nach dieser Sage hat die Seherin Veleda zeitweise in der Höhle gewohnt.

## Nutzung als Bunker im Zweiten Weltkrieg
In der Nähe der Höhle wurden wegen der Luftangriffe auf die Bahnanlagen in Bestwig gegen Kriegsende 14 Wohnbaracken errichtet. Bei Fliegeralarm wurde die Veledahöhle als Bunker genutzt. Die Bevölkerung nannte die Siedlung Angsthausen. Neben dem Schieferstollen an der Halbestwiger Straße wurde ebenfalls eine Siedlung aus 10 Baracken errichtet, um die dortigen Stollen bei Angriffen zu nutzen.

## Veledahöhle als Schutzgebiet
Die Veledahöhle ist Teil des Naturschutzgebiets „Hohler Stein“ und gleichzeitig Teil des noch weit größeren FFH-Gebiets „Höhlen und Stollen bei Olsberg und Bestwig“. Für ihre jahrtausendelange Nutzung durch Tiere und Menschen sprechen die umfangreichen Knochenfunde, über die Carthaus 1911 berichtete. Wie auch aus anderen westfälischen Höhlen haben Menschen in vergangenen Jahrhunderten die aufgrund der zahlreichen Tierreste mit Phosphaten und Nitraten angereicherten Bodeneinträge zur Düngung ihrer Felder aus der Höhle geholt. Dies wird dadurch dokumentiert, dass Freiherr von Kettler im Jahr 1788 mit der Veledahöhle als einer „Salpetergrube“ belehnt wurde. Die Höhle ist ein wichtiges Quartier für Fledermäuse. Die zahlreichen Fledermausknochen, die in Spalten und auf Felsvorsprüngen in der Höhle gefunden wurden zeigen, dass die Höhle seit undenklichen Zeiten besonders im Winter von Fledermäusen aufgesucht wird. Aber auch schon im Spätsommer besuchen Fledermäuse die Höhle, um von hier aus nachts in ihre Jagdgebiete zu fliegen.

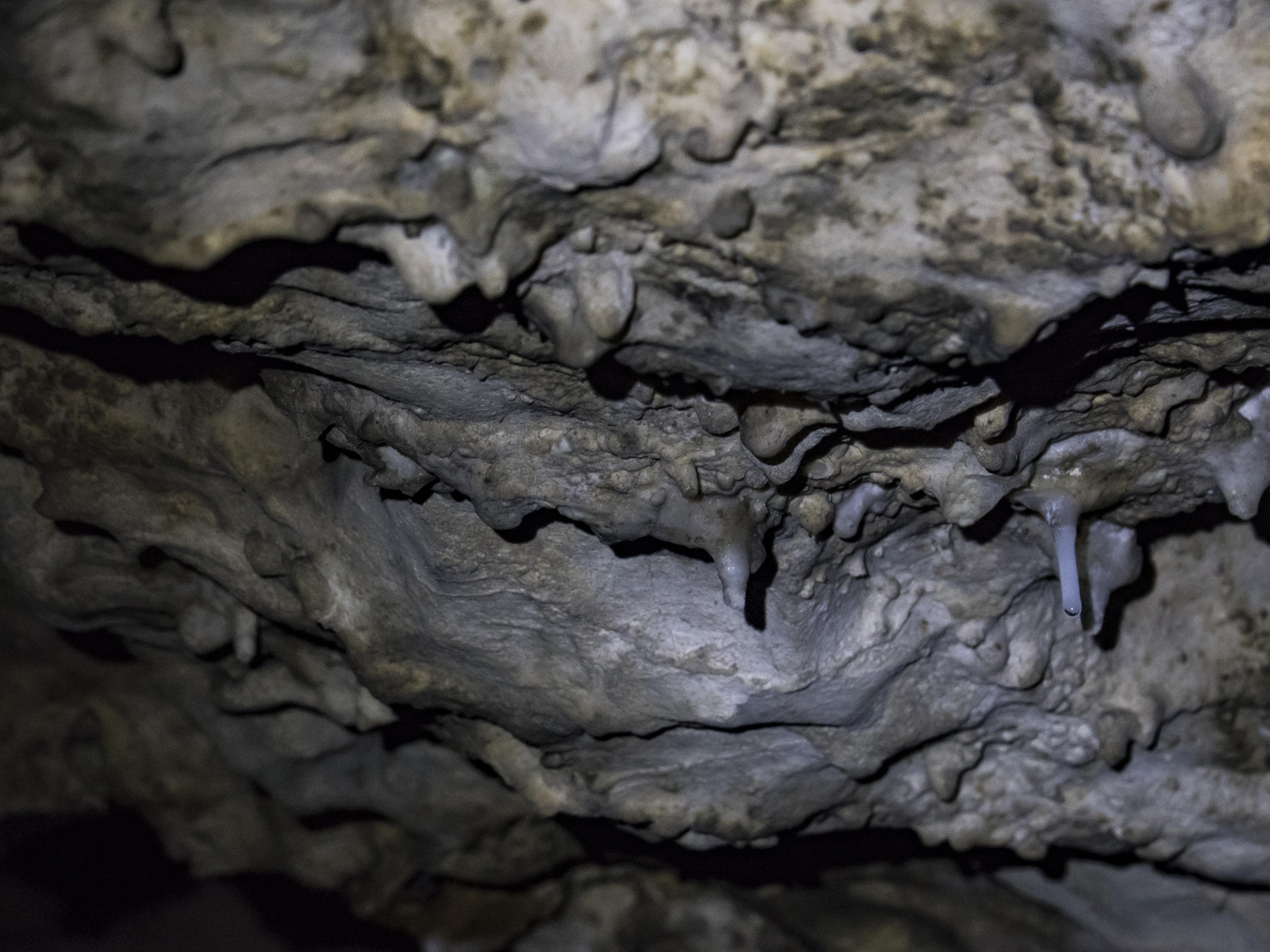
Tropfsteinansätze

Insgesamt überwintern heute in der Veledahöhle nur noch wenige Fledermäuse, die sich zumeist auch gut verstecken. Von den hier seit der Mitte des 20. Jahrhunderts nachgewiesenen 12 Arten sind die Kleine Hufeisennase und die Mopsfledermaus inzwischen verschwunden. Ausnahmsweise wurde in der Höhle die in Nordrhein-Westfalen sehr seltene Bechsteinfledermaus nachgewiesen. Bemerkenswert sind einzelne Exemplare der Nordfledermaus, die die Höhle regelmäßig zum Winterschlaf nutzen. Diese Art hat im nordwestlichen Deutschland ihr einziges Vorkommen im östlichen Hochsauerland. Im Gebiet gibt es ferner spezielle höhlenbewohnende wirbellose Höhlenkrebse. Die Höhle ist auch Winterquartier für Feuersalamander.
Der Zugang zur Höhle ist nur mit Genehmigung der Gemeinde Bestwig erlaubt. Um die Höhle vor unbefugtem Zugang zu sichern, ist sie mit einem Absperrgitter verschlossen. Dieses Absperrgitter musste mehrfach repariert werden, da es von illegalen Höhlenbesuchern zerstört wurde.
Im Verlaufe des Jahres 2014 sind Treppen und Bühnen im Eingangsbereich und in der oberen Halle eingebaut worden.
Am 30. und 31. Mai 2015 hat die Dorfgemeinschaft Velmede-Bestwig die Höhle feierlich eröffnet, sodass nun wieder geführte Besichtigungen möglich sind. Die Öffnungszeiten sind auf der Homepage des Dorfvereins Velmede-Bestwig ersichtlich.

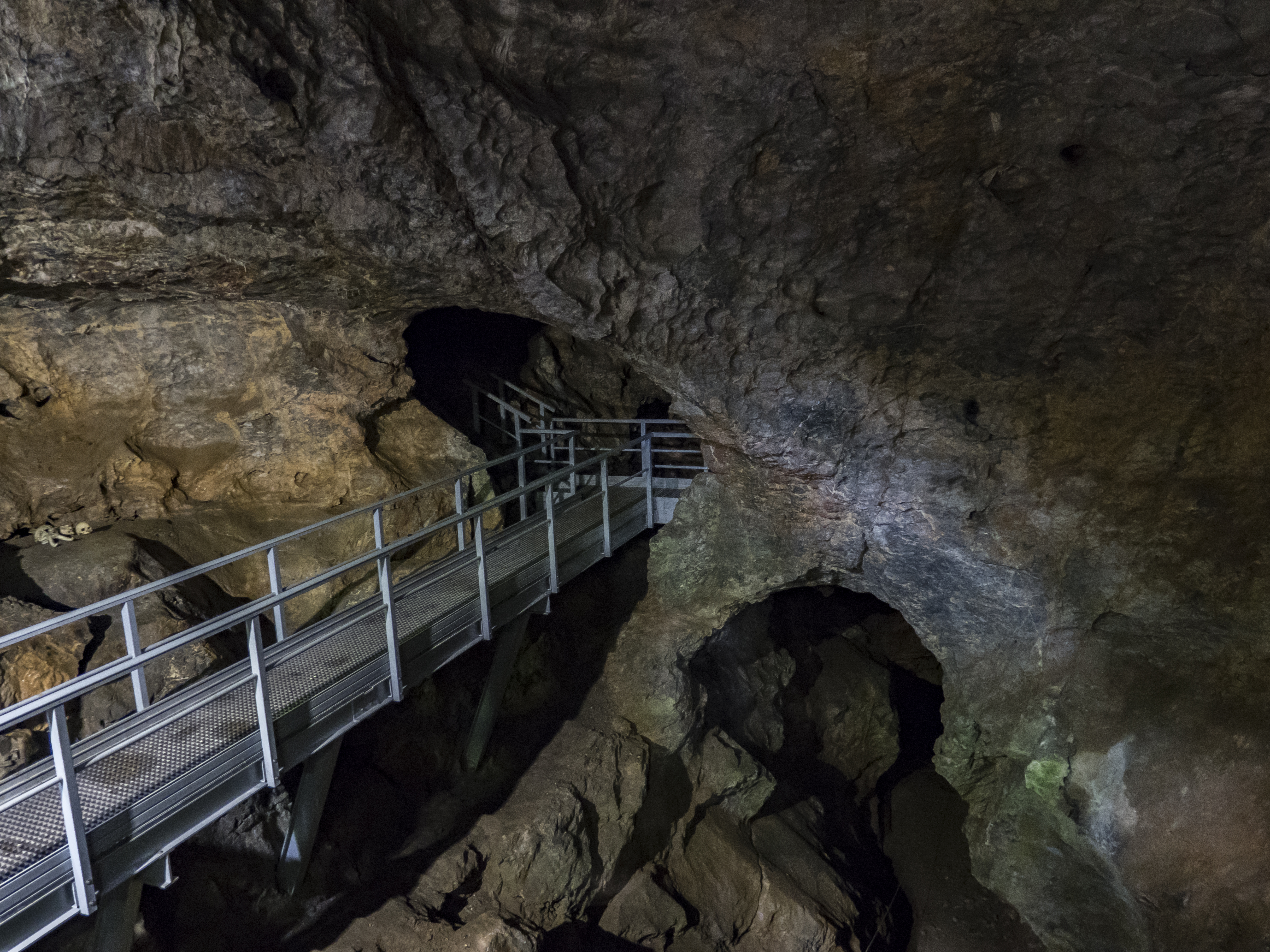
Blick in die obere Halle